# Tine Embrechts
Tine Embrechts (30 mei 1975) is een Belgische theater- en televisieactrice, televisiepresentatrice en zangeres.

## Levensloop
Embrechts heeft twee broers en volgde steineronderwijs.
Sinds 1994 maakte ze met onder anderen Dimitri Leue, broer Pieter Embrechts en Adriaan Van den Hoof deel uit van de theatergroep de Kakkewieten. De Kakkewieten verwierven in 1995 Vlaamse bekendheid met hun optredens in het showprogramma De vliegende doos en De liegende doos, met Bart Peeters. In 1995 speelde ze mee als figurant in Kulderzipken.

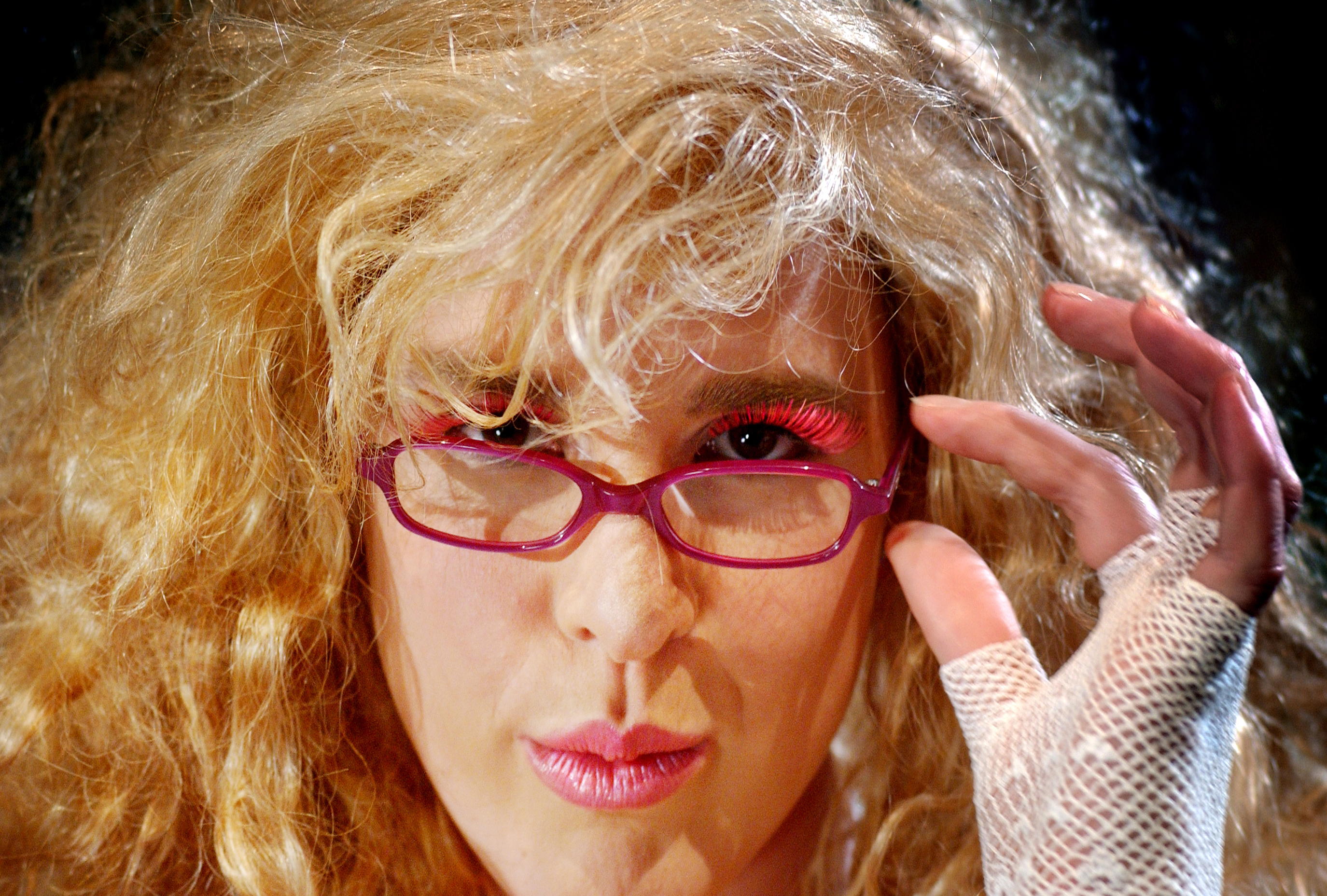
Tine Embrechts in 2003

Van huis uit is zij meester in de dramatische kunsten; ze behaalde dit diploma in 1997 met onderscheiding aan de Studio Herman Teirlinck. In het theater toerde Embrechts tot mei 2022 jarenlang met de interactieve muzikale show Jukebox, in gezelschap van Lucas Van den Eynde en Nele Bauwens. Daarnaast speelde zij een hele reeks stukken met Het Toneelhuis ion, De Roovers, tg Stan en jeugdtheaters Laika, BRONKS en Hetpaleis. Zij treedt regelmatig op in theaterstukken van Hugo Matthysen, o.a. in 2015 in De Hersenhap en in Onbevreesd (met vis) uit 2017.
Van 1999 tot 2009 was ze zangeres van El Tattoo del Tigre en sinds 2005 als Shania De Bie zangeres bij Hormonia. Daarnaast was ze actief in de band Embryo's met haar twee broers Bert Embrechts en Pieter Embrechts.
Beroemd werd ze onder andere met haar typetjes Heidi van Petrick ("HHHHallo met HHHHeidi"), Kelly, de pornoactrice en ons Irene uit de zes seizoenen van Het Peulengaleis (1999-2005), samen met Bart Peeters en Hugo Matthysen. In de serie is ze ook een groupie van Peerens van The Clement Peerens Explosition. Ze kreeg voor haar rollen in Het Peulengaleis in 2003 de Plateauprijs als beste Vlaamse tv-actrice. Van 2000 tot 2003 had ze een vaste rol in de filmreeks Nefast voor de feestvreugde. In 2009 speelde ze mee in de nieuwe Ketnet-jeugdserie Click-ID.
Embrechts was in 2007 een week te gast in het crossmediale kunstprogramma LUX en ging ook in 2007 samen met vriendin Tine Reymer de uitdaging aan in Beste vrienden.  Ze doet ook af en toe een reportage in Vlaanderen Vakantieland en presenteerde het avontuurlijk programma De kinderpuzzel aan de zijde van Bart De Pauw op Eén (VRT). In het najaar van 2010 was ze samen met Karlijn Sileghem te zien in het fictieve praatprogramma op Canvas getiteld Anneliezen. In het najaar van 2012 speelde ze op Eén in de geroemde serie Quiz Me Quick als de harde tante Gwendy.
Op 2 maart 2013, tijdens het gala van de Vlaamse Televisie Sterren 2012, werd Embrechts gelauwerd als beste actrice van het voorbije jaar, zowel voor haar werk in Tegen de Sterren op als voor haar vertolking van de rol van de kordate Gwendy in Quiz Me Quick. Embrechts is steeds actief zowel in theater, op televisie op verschillende zenders, als op muzikaal vlak. Met broer Pieter als gitarist treedt zij regelmatig op als zangeres, onder andere op de Zomer van Antwerpen in 2020. Tijdens de Coronapandemie gaven zij online concerten.
In 2024 maakte ze een televisieprogramma over de menopauze, Menopauzia, dat in drie afleveringen uitgezonden werd op VRT 1. Het is een informatief programma, waarin Embrechts gesprekken voert met experten en bekende vrouwen die ervaring hebben met de menopauze. De gesprekken worden afgewisseld met humoristische sketches en liedjes door Tine Embrechts, Barbara Sarafian en Els Dottermans. Hugo Matthysen werkte mee aan de muziek.
Ze nam in het voorjaar van 2025 de presentatie over van Gert Verhulst in De tafel van Gert op Play4, waar ze eerder al vaste tafelspringer was. Gedurende dertien afleveringen werd het De tafel van Tine. Het is de bedoeling dat ze het programma later nog zal presenteren.

## Privé
Uit een eerste huwelijk heeft Embrechts twee zonen. In 2012 ging het koppel uiteen. Nadien begon ze een relatie met Laurent Bailleul, beter bekend als Guga Baúl, met wie ze twee zonen kreeg.

## Theater
- Sangria (Toneelhuis, 1999)
- Universal Irritant - Ein Englischer Titel want das spricht der Jungeren an (met de Kakkewieten, Het Paleis, 2000)
- Salut Les Filles (STAN, 2002)
- De eenzame weg ( STAN, 2006)
- Blijf/weg ( STAN, 2008)
- Stukken ( STAN, 2009)
- Toestand / impromptu XL ( STAN, 2009)
- Zomergasten (STAN, 2010)
- Het Takkenkind (Laika vzw, 2010)
- Oogst (STAN, 2011)
- De Hersenhap (2015)
- Onbevreesd (met vis) (2017)
- Kameleonie (muzikaal jeugdtheater met Dimitri Leue, de Lusters en in combinatie met een expo in het MAS, 2022)[13]
- Perpetuum Mobile (2023)
- Annie (de musical, als Miss Hannigan) (2025)[14]

## Film
- Yuku en de Himalayabloem (2022), een animatiefilm voor kinderen (stem van Vos)
- Sinterklaas en koning Kabberdas (2021) - Kneta Knieschijf
- Bittersweet Sixteen (2021) - als Samantha (mama van Lotte)
- De Gebroeders Schimm (2021), moeder van Lilith
- Labyrinthus (2014) - Tilde (mama van Frikke)
- Despicable Me 2 (2013) - Lucy (nasynchronisatie)
- Brasserie Romantiek (2012) - Sylvia
- Turquaze (2010) - Ann Peters
- Dirty Mind (2009) - Sandra
- Nefast voor de feestvreugde 4 (2003) - Wendy
- Nefast voor de feestvreugde 3 (2002) - Wendy
- Nefast voor de feestvreugde 2 (2001) - Wendy
- Nefast voor de feestvreugde (2000) - Wendy
- Rosie (1998) - Passante

## Televisie

### Hoofdrollen
- Couples Therapy - Therapeut (2022)
- De Ideale Wereld - verschillende rollen (2021-heden), sidekick (2024-heden)
- Dag Sinterklaas - Kneta Knieschijf (2019-heden)
- Hij komt, hij komt... De intrede van de Sint - Kneta Knieschijf (2019-heden)
- Gina & Chantal - Gina Bresseleers (2019)
- Zie mij graag - Nicole Swerts (2017-2020)
- Tom & Harry - Mieke De Jaegher (2015)
- Beste Kijkers - Panellid (2014-2019)
- Tegen de Sterren op - Dana Winner, Sabine Hagedoren, Madonna e.a. (2012-2018)
- Quiz Me Quick - Gwendy (2012)
- Anneliezen - Annelies, Lut, Plurielle, Olga, Zonnebloem (2010)
- Click-ID - Monique Verdonck (2009-2010)
- Het Peulengaleis - Heidi, Kelly, Irène (1999-2005)

### Gastrollen
- Sterregem - (2024)
- Assisen - Annick Van Haeren (2024)
- De Ideale Wereld - sketches als Melanie (2022)
- The Masked Singer - Flamme Fatale (2022)
- Funnymals - Stemactrice van de week (2013)
- Ontspoord - Sofie (2013)
- Zone Stad - Isabel De Volder (2013)
- In Vlaamse velden - Juffrouw Blommaert (2013)
- Vermist - Jeannine D'hooge (2013)
- Tegen de Sterren - diverse rollen (2012-2018)
- Zingaburia - Mursprunsus (2011)
- Zone Stad - Dorien Vervoort (2010)
- Witse - Mathilde Blève de Hainaut (2010)
- Los zand - Charlotte Willekens (2009)
- Witse - Merel De Laet (2008)
- Kulderzipken - Alsdaniër (1997)
- De vliegende doos en De liegende doos - Kakkewiet (1995)
- Moeder, waarom leven wij? - Rosa (1993)

### Non-fictie
- Met partner Guga Baul maakte en presenteerde zij het reisprogramma Goed Verlof, uitgezonden op VTM in 2019.
- Speurder in The Masked Singer (2023, 2024).
- De Expeditie: Groenland - deelnemer (2024)
- Café Congé - presentatie (2024)
- Menopauzia - presentatie, zang, sketches - VRT 1 (2024)
- De tafel van Gert - "tafelspringer" Play4 (2024)
- De tafel van Tine - presentatie - Play4 (2025)

## Trivia
- In 2020 nam ze deel aan de Code van Coppens met Guga Baul. In 2022 samen met Nathalie Meskens. In 2024 nam ze deel met haar zoon OSKI.
- In het najaar van 2021 nam Embrechts deel aan De Slimste Mens ter Wereld. Ze speelde twee afleveringen mee en won er één. Met die winst verbrak ze het record met een nieuwe topscore van 667 seconden.
- In 2022 deed ze mee aan het programma The Masked Singer, waarin ze zong als Flamme Fatale. Na zes afleveringen werd ze ontmaskerd. In seizoen 3 was ze 1 van de vaste speurders.
- In het najaar van 2022 nam ze deel aan De Allerslimste Mens ter Wereld.
- In 2023 is ze het gezicht van het Grote vogeltelweekend van Natuurpunt.[15]